# Martin Welzel
Martin Welzel (* 11. November 1972 in Vechta) ist ein deutscher Organist, Kirchenmusiker, Musikwissenschaftler und Musikpädagoge.

## Biografie
Martin Welzel wuchs in Bremen auf, wo Michael Landsky, Kirchenmusikdirektor Wilfried Langosz und die Karl-Straube-Schülerin und frühere Bremer Domorganistin Käte van Tricht zu seinen Lehrern zählten. Ab 1993 studierte er katholische Kirchenmusik (Orgel bei Daniel Roth und Wolfgang Rübsam, Chorleitung bei Andreas Göpfert und Wolfgang Helbich, Klavier bei Kristin Merscher, Cembalo bei Gerald Hambitzer) an der Hochschule für Musik Saar in Saarbrücken. 1997 erhielt er das B-Examen, 1999 das A-Examen in katholischer Kirchenmusik und die Konzertreife in Orgel (mit Auszeichnung) sowie 2001 das Solistendiplom für Orgel. Welzel schloss ein mehrjähriges Auslandsstudium bei Carole Terry in Seattle (USA) in den Fächern Orgel und Cembalo an, wo er 2005 mit einer Dissertation über Jeanne Demessieux an der University of Washington zum Doctor of Musical Arts promoviert wurde. Während seines Studiums war Welzel Stipendiat von Rotary International.
2006 bis 2007 nahm er eine Professurvertretung für künstlerisches und liturgisches Orgelspiel an der Hochschule für Musik Saar in Saarbrücken wahr und unterrichtete von 2017 bis 2021 schulpraktisches Klavierspiel an der Ludwig-Maximilians-Universität in München. Von 2013 bis 2021 war er nebenamtlicher Organist an der Theatinerkirche und am Dom Zu Unserer Lieben Frau in München und, von November 2021 bis August 2022, stellvertretender Domorganist.
Martin Welzel veröffentlichte Tonträger mit Orgelwerken von Max Reger und geht einer internationalen Konzerttätigkeit als Organist in Europa, Russland, Südafrika und den USA nach. 2023 wurde er Hauptorganist an der Stadtkirche St. Nikolaus in Wil (Schweiz), wo er neben seiner kirchenmusikalischen Arbeit künstlerischer Leiter der Konzertreihe „toccatawil“ ist, und arbeitet als Dozent für Orgel, Orgelimprovisation und Liturgisches Orgelspiel an der Diözesanen Kirchenmusikschule St. Gallen, wo er den Fachbereich Orgel leitet.

## Diskografie
Max Reger: Orgelwerke Vol. 6.
- Choralfantasie über „Alle Menschen müssen sterben“ op. 52, Nr. 1; Sechs Trios op. 47; Variationen und Fuge über ein Originalthema fis-Moll op. 73. Klais-Orgel (1974), Trierer Dom. Naxos 8.557338 (2005). 1 CD.

Max Reger: Orgelwerke Vol. 8.
- Choralfantasie über „Ein feste Burg ist unser Gott“ op. 27; Scherzo und Romanze aus den 12 Stücken op. 80; Nr. 11–30 aus den 30 Choralvorspielen op. 135a; Präludium und Fuge fis-Moll (1912); Romanze a-Moll (1904); Introduktion und Passacaglia d-Moll (1899). Klais-Orgel (1974), Trierer Dom. Naxos 8.570455 (2008). 1 CD.

Max Reger: Orgelwerke Vol. 10.
- Präludium und Fuge e-Moll op. 85, Nr. 4; Nr. 39–52 aus den Choralvorspielen op. 67; Präludium und Fuge gis-Moll (1906); Choralfantasie über „Freu dich sehr, o meine Seele“ op. 30. Klais-Orgel (1974), Trierer Dom. Naxos 8.570960 (2010). 1 CD.

## Bibliografie
- Jeanne Demessieux (1921–1968): a critical examination of her life. D.M.A. Dissertation, University of Washington, Seattle. Ann Arbor, MI (USA): ProQuest, 2005.
- Petr Eben. Das Orgelwerk. Musik & Ästhetik 13, Nr. 50 (2009), S. 109–112.
- Organist an Notre-Dame de Paris. Eine Erinnerung an Pierre Cochereau (1924–84) – zum 90. Geburtstag und 30. Todestag. Organ – Journal für die Orgel 17, Nr. 4 (2014), S. 42–45.
- Pierre Cochereau. Eine Würdigung zum 100. Geburtstag und 40. Todestag. Musica sacra 144, Nr. 5 (2024), S. 296–297.